# Franz Zweybrück
Franz Zweybrück (* 9. Jänner 1853 in Wien; † 13. August 1925 ebenda) war ein österreichischer Historiker und Journalist.

## Leben
Franz Zweybrück wurde am 9. Jänner 1853 in Wien als Sohn eines Militärarztes geboren. Nach Absolvierung eines Gymnasiums in Wien betrieb er philosophische Studien an der Universität Wien, dann in Tübingen und hernach in Heidelberg, wo er zum Doktor promoviert wurde.
Nach Wien zurückgekehrt arbeitete er in böhmischen Privatarchiven mehrerer Adelsfamilien. Er kam dadurch in Beziehung zu den gräflichen und fürstlichen Familien von Colloredo, Clam-Gallas, Salm und Khevenhüller, mit denen er freundschaftliche Bande anknüpfte. Sodann ließ er sich dazu bewegen, den jungen Max Egon Fürstenberg bei seinen Studien an der Universität Bonn anzuleiten. In Wien betrieb er im Haus-, Hof- und Staatsarchiv und im Kriegsarchiv vorwiegend Studien zur Geschichte Österreichs in der zweiten Hälfte des 19. Jahrhunderts.
Anfang der 1890er-Jahre kam der damals noch nicht vierzigjährige Gelehrte erstmals mit der Tagespresse in enge Verbindung, und zwar als Wiener Korrespondent des Hannoverschen Kuriers. Sodann knüpfte er in Wien Beziehungen zum „Fremdenblatt“, wo er ab 1896 ständiger Mitarbeiter als Redakteur und von 1906 bis 1909 Chefredakteur war. Im Jahr 1909 wechselte er zur Wiener Zeitung, wo er zunächst als Redakteur und sodann als stellvertretender Chefredakteur wirkte. Der bis 1917 als Chefredakteur des Blatts amtierende Emil Löbl bezeichnete Zweybrück als „eine glückliche Mischung von gediegenem Historiker und Feuilletonisten“, eine Qualifikation für die staatliche Zeitung, die gerade dieses Genre pflegte und stets auf der Suche nach neuen Talenten war. Von 1923 bis 1925 war Zweybrück Chefredakteur der „Wiener Zeitung“. In seiner Zeit als stellvertretender Chefredakteur war ihm im August 1919 der Titel eines Regierungsrates verliehen worden; zugleich mit seiner Beförderung zum Chefredakteur im Februar 1923 erhielt er den Hofratstitel zuerkannt. Im April 1925 trat Franz Zweymüller in den Ruhestand, nachdem er zuvor schon längere Zeit gekränkelt hatte.
Franz Zweybrück war verheiratet mit Editha du Rieux. Am 13. August 1925 verstarb er im 73. Lebensjahr an den Folgen einer Lungenentzündung. Am 18. August 1925 erfolgte im Krematorium der Stadt Wien die Einäscherung seines Leichnams, die sterblichen Überreste wurden sodann in einem Sarg zur Erde bestattet.

## Schriften (Auswahl)
- (Hrsg.):  Briefe der Kaiserin Maria Theresia und Josefs II. und Berichte des Obersthofmeisters Grafen Anton Salm 17. März 1760 bis 16. Jänner 1765. Aus dem fürstlich Salm'schen Archive zu Raitz. Archiv für österreichische Geschichte 76,1. Tempsky, Wien 1890.
- Maria Theresia und ihre preußischen Beurteiler. In: Zeitschrift für die österr. Gymn. 1909,7. Gerold, Wien 1909.
- Kaiser Josef II. und Isabella von Parma. Mit Benutzung handschriftlicher Quellen. In: Westermanns Monatsheften. Illustr. deutsche Zeitschrift f. d. geistige Leben der Gegenwart. 641.1910. Westermann, Braunschweig 1910.
- Von Josef Kainz. Erinnerungsblätter. In: Westermanns Monatsheften. 55,3. Westermann, Braunschweig 1910.
- Graf Aehrenthal. Fragmente zu seiner Beurteilung. In: Deutsche Rundschau. 38,10.1912. Paetel, Berlin o. J.
- Vom modernen Ungarn. In: Preussische Jahrbücher. 145,3. Stilke, Berlin 1911, S. 501–531.
- Bismarck und Österreich. Leipzig 1915. Nachdruck: Severus Verlag, Hamburg 2012, ISBN 978-3-86347-218-4.
- Österreichische Essays. Gebr. Paetel, Berlin 1916.